# Ficus novahibernica
Ficus novahibernica är en mullbärsväxtart som beskrevs av Edred John Henry Corner. Ficus novahibernica ingår i släktet fikonsläktet, och familjen mullbärsväxter. Inga underarter finns listade i Catalogue of Life.